# Villa Minetti

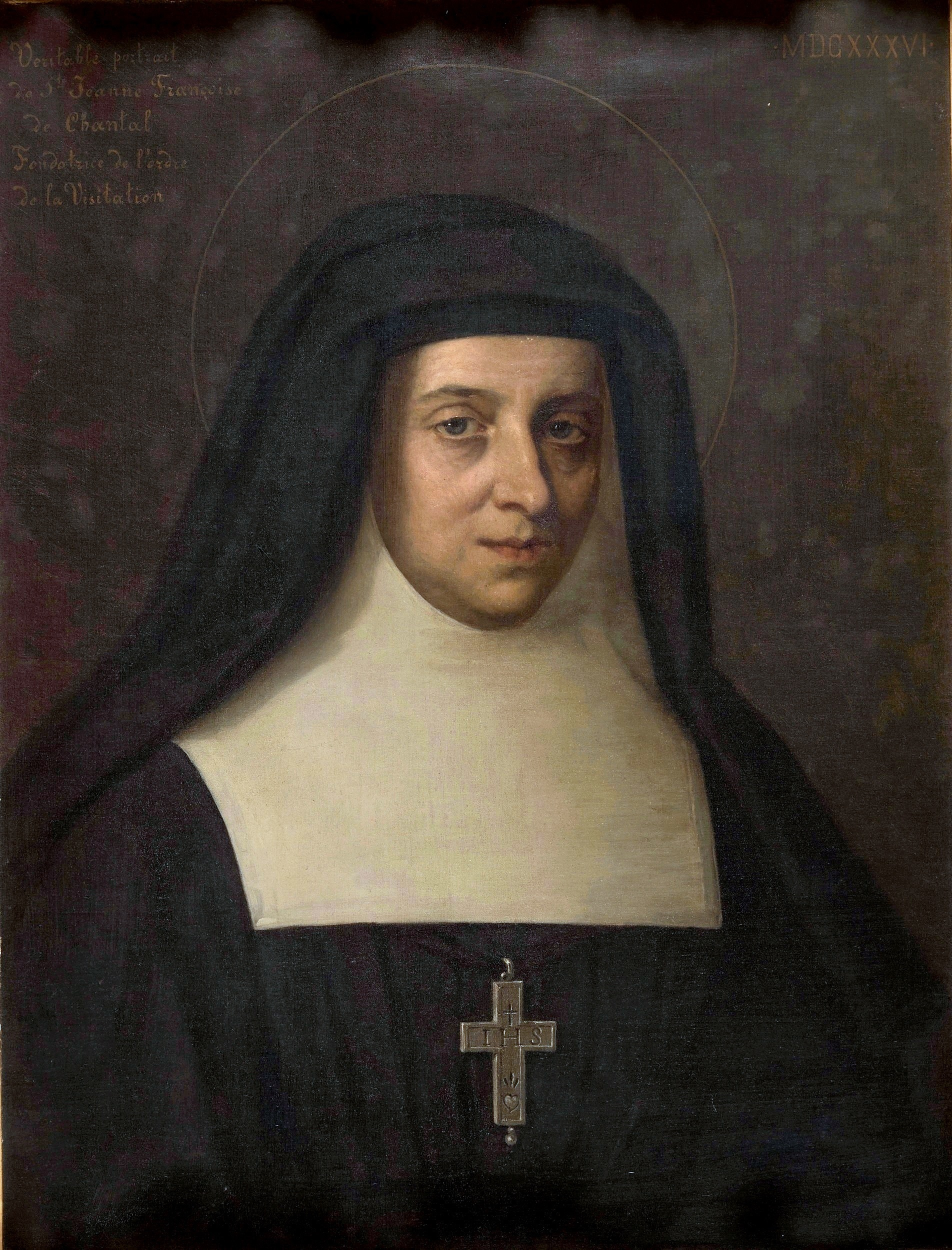
Santa Juana Francisca Fremiot de Chantal (1572-1641), patrona de la comuna.

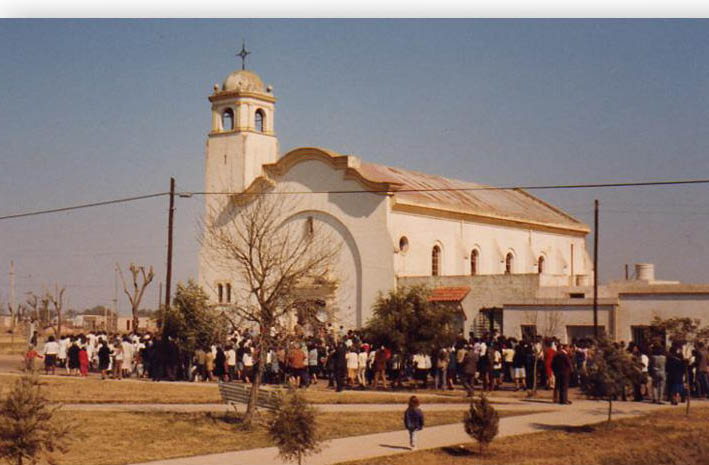
Templo a santa Juana en Villa Minetti.

Villa Minetti es una ciudad argentina de la provincia de Santa Fe, del departamento Nueve de Julio. Se encuentra a 425 km de la ciudad de Santa Fe, capital de la provincia, a 80 km de Tostado (cabecera del departamento) si se toma la Ruta Nacional 95, a 570 km de Rosario (ciudad más poblada de la provincia) y a 870 km de Buenos Aires (capital del país). Recibió el estatus de comuna el 28 de junio de 1940, y el de municipalidad el 23 de mayo de 2024.

## Localidades y parajes
- Villa Minetti 6,535 habitantes (Indec, 2022)
- Parajes
  - Colonia La Hiedra
  - Colonia La Avanzada
  - Colonia Belgrano
  - Campo El Mate
  - Campo El Molle
  - Campo Adam Peto
  - Campo La Nieve
  - El Amargo
  - Fortín Atahualpa
  - El Dichoso
  - Los Guasunchos
  - Padre P. Iturralde. km 421
  - San Isidoro

## Población
Cuenta con 6,535 habitantes (Indec, 2022).
| Gráfica de evolución demográfica de Villa Minetti entre 1991 y 2022 |
|                                                                     |
| Fuente: Censos nacionales del INDEC                                 |

## Clima
Dada su condición de planicie y posición latitudinal, es escenario de un clima cálido subtropical con estación seca.
Los veranos son cálidos, con medidas máximas de 28°, y máximas absolutas de 46,8 °C. Las temperaturas mínimas medias invernales son de 13 °C, registrándose una mínima absoluta de -6.8 °C. El otoño resulta comparativamente más cálido que la primavera.
La humedad relativa, sin alcanzar valores muy elevados produce sensación de malestar en la población, y alcanza un 70%.
La presión atmosférica anual milibares es 1013-1014. Los días con riesgo de heladas alcanzan aproximadamente un promedio de 70 días.

## Historia
El 12 de junio de 1937, Domingo Minetti (1901-1975) y su esposa Esilda Marull de Minetti (fallecida en Rosario en 2009) presidieron el acto de bendición de la piedra basal de la fundación, oficiada por el sacerdote católico Plácido Ruiz Díaz, quien también ese día ofició la primera misa en Villa Minetti. En esa oportunidad se bautizó también a Eugenio Mate, el primer niño nacido en la colonia.
El 16 de marzo de 1940 el Poder Ejecutivo Provincial resolvió aprobar la traza del pueblo que la sociedad Domingo Minetti e Hijos Ltda. había constituido en el campo La Segunda.
El 28 de junio de 1940 se creó oficialmente la comuna.
Los beneficios de la ley N.º 2725 que permitía la construcción de edificios públicos, llevó a la firma de Don Domingo Minetti e Hijos Ltda. a levantar el templo parroquial.
En 1944 se creó la comisión protemplo, el Sr. Eduardo Minetti y su esposa donan una imagen de santa Juana Francisca Fremiot de Chantal (1572-1641), que a partir de ese momento fue considerada patrona de la localidad.
En 1951, Villa Minetti recibió la visita de monseñor Nicolás Fassolino. Posteriormente hicieron lo propio varios misioneros, hasta que llegaron a quedarse por varios años los hermanos oblatos diocesanos Anselmo Ferreira y Bernardino Bandera. En 1980, monseñor Jorge Casaretto la erigió como parroquia perteneciente al obispado de Rafaela, a cargo de los sacerdotes Agustín Naab y Antonio Braun, de la orden Misioneros del Verbo Divino.

## Santa patrona
- Santa Juana Fremiot de Chantal, festividad: 21 de agosto.

## Escudo
Forma: Cuadrilongo determinado en ángulo curvilíneo filiera de sable timbrado.
Trae un campo único en palo, una mazorca de gules foliada por dos de sinople, tallo de lo mismo cruzado con los tallos de dos capullos de algodón de plata sombreados de sable, cálices de sinople foliados de sinople por dos a la diestra y una a la siniestra. Debajo, dos canoplas de cereales de su color foliadas de sinople a la diestra, y tallos cruzados por lo bajo. Debajo otros frutos de la tierra.
Ornamentos: Como timbre un sol naciente de oro con diecinueve rayos alternados cortos y más largos de los mismos sombreados de sable y cargado con un lema toponímico y de calidad de sable, por sobre el mismo un vacuno de plata y sable a la diestra, y un caballo de gules disminuido de su color, enfrentados rampantes.
El todo se ubica sobre una cartela cuadrilonga de oro repujada de sable.

## Actividades económicas
La actividad agraria se basa en el cultivo de soja, maíz, sorgo, trigo y girasol. También se siembra algodón, pero los rendimientos son fluctuantes según el régimen de lluvias de cada año agropecuario; las sojas con buenas lluvias pueden rendir hasta 40 quintales en la zona del domo, y lo mismo ocurre con los otros cultivos.
Las actividades ganaderas que se realizan son: cría, recría y engorde (invernada). Algunos establecimientos realizan ciclos completos, es decir las 3 actividades. El 50% está representado por la invernada, y el 50% restante se reparte en las otras dos actividades (cría y recría)
Un 70% de la actividad económica se basa en la agricultura, mientras que el 30% restante se basa en la ganadería. (Valores aproximados)

## Entidades escolares
- Escuela de Educación Técnico Profesional y Secundaria Orientada N°300 Colonia Gral. Belgrano.
- Escuela primaria N°1389.José Eulogio Morales. Inaugurada el 10/03/2011
- Escuela primaria N.º 748 Fray Justo Santa María de Oro.
- Escuela primaria Adultos (CEPA) y Escuela Secundaria Adultos (EEMPA N.º 1221)
- Escuela de Nivel Inicial N°10 Ángela Peralta Pino.
- Instituto Superior N.º 9 (Anexo Villa Minetti) Carreras terciarias.
- Escuela Especial N.º 2036 Dr. René Favaloro. - Extensión Villa Minetti.

## Actividades Culturales
- Academias de Danzas Folclóricas
- Talleres de Coro y Teatro
- Cursos de Dibujo y Pintura

## Entidades deportivas
Club Sportivo Villa Minetti: La entidad es sede de uno de los festivales más importante del norte santafesino, el Festival Provincial del ternero. Lleva ya al año 2014, celebrada la 29.ª edición del mismo.

## Instituciones de la localidad
- Hospital SAMCO
- Juzgado Comunal
- Registro Civil
- Bomberos Voluntarios
- Comisaría 2.ª.
- Guardia Rural Los Pumas (Policía Rural)
- Delegación de Drogas Peligrosas.
- Iglesia Católica.
- Iglesias Evangélicas
- ADER(Asociación Desarrollo Rural)
- Guardería Padre Arnoldo Jansen.
- Club Sportivo Villa Minetti.
- Nuevo Banco de Santa Fe SA.
- Escuela Nº748 Fray Justo Santa María de Oro.
- Escuela Nº300 Agrotécnica
- Jardín de infantes Nº10
- Biblioteca Popular Villa Minetti

## Servicios
La localidad de Villa Minetti cuenta con servicio de:
- Agua corriente (planta de osmosis inversa)
- Telefonía fija y móvil.
- Pavimento Urbano.
- Estación de Ómnibus.
- Aeródromo pavimentado (categorizado como aeropuerto de 3.ª categoría)
- Biblioteca Popular.
- SUM (Salón de Usos Múltiples)
- Sucursal Correo Argentino
- Sucursal Banco de Santa Fe
- Radios de FM
- TV por cable
- Oficina API (Administración Provincial de Impuestos)
- Sucursal Banco de la Nación Argentina

## Vías de comunicación
La Ruta Nacional 95 es la vía de comunicación más importante. Nace en la intersección con la Ruta Nacional 34 en las proximidades de la ciudad de Ceres, provincia de Santa Fe y finaliza su recorrido en la provincia de Formosa (límite con la República del Paraguay)
La ruta provincial N°292 S, es el acceso asfaltado de 10 km desde la Ruta Nacional 95 hasta la localidad de Villa Minetti.

## Medios de transporte
Ingresan a la localidad empresas de transportes de pasajeros de larga distancia (Tigre Iguazú, El Pulqui, Expreso San José, Tata Rápido), cubriendo el trayecto Presidencia Roque Sáenz Peña (Chaco), Santa Fe, Rosario y Buenos Aires, y empresas de media distancia, tales como COOP. TAL, cubriendo el trayecto: Santa Fe, San Cristóbal, Tostado, Villa Minetti y Gato Colorado.
Empresa EL PULQUI, servicio entre Villa Minetti y la ciudad de Santa Fe.
Empresa ETAR, servicio de pasajeros uniendo las localidades de: Rafaela, Sunchales, Ceres, Tostado, Villa Minetti y Gregoria Pérez de Denis (El Nochero).

### Ferroviario
La localidad está sobre las vías de la línea Belgrano. En cuanto a servicios ferroviarios, solo presta el servicio de cargas la concesionaria estatal Belgrano Cargas y Logística. En cuanto a trenes de pasajeros, el servicio se dejó de prestar a fines de la década de 1990.

## Industrias
- Desmotadora de algodón
- Frigorífico de Pequeños animales
- Fábrica de premoldeados
- Industrias de la madera (aserraderos)

## Parroquias de la Iglesia católica en Villa Minetti
| Diócesis  | Rafaela               |
| --------- | --------------------- |
| Parroquia | Santa Juana Francisca |